# Tracy Chevalier
Tracy Chevalier FRSL (nascuda a Washington DC el 19 d'octubre de 1962) és una escriptora d'èxit de novel·les històriques. La seva carrera va començar amb el llibre El blau virginal, però va aconseguir un reconeixement internacional amb la novel·la La noia de la perla, basada en la creació del famós quadre La noia de la perla de Vermeer. La pel·lícula adaptada de la novel·la va rebre tres nominacions als Oscars del 2004.
Més tard va publicar El mestre de la innocència el 2007, que tracta sobre dos nens que van ser veïns de William Blake al Londres de 1792; i Criatures extraordinàries el 2009, que s'inspira en la vida de Mary Anning, una col·leccionista de fòssils anglesa del segle xix.
D'aquesta darrera novel·la, igual que va passar amb La noia de la perla, es va fer un film. Els drets cinematogràfics de Criatures extraordinàries els ha aconseguit l'empresa Galvanized Filmgroup que en vol fer una producció australobritànica partint d'un guió de Jan Sardi.
El 2013 va publicar L'última fugida que explica la història d'Honor Bright, una dona quàquer anglesa que emigra a l'estat d'Ohio dels anys 1840. Aquesta novel·la va rebre l'Ohioana Book Award i va ser escollida pel Richard and Judy Book Club la tardor del 2013.

## Obres
- El blau virginal (1997)
- La noia de la perla (1999)
- Àngels fugaços (2001)
- La dama i l'unicorn (2003)
- El mestre de la innocència (Març de 2007)
- Criatures extraordinàries (Agost de 2009)
- L'última fugida (2013)
- At the Edge of the Orchard (2016)
- New Boy (2017)
- A Single Thread (2019)